# کوسومتسه
کوسومتسه (به لهستانی:  Kosumce) یک منطقهٔ مسکونی در لهستان است که در گمینا کارچو واقع شده‌است.
 کوسومتسه  ۲۸۰ نفر جمعیت دارد.